# Na Pušperské skále
Pušperk je zalesněný kopec 2 km západně od Poleně, u místní části Pušperk. Na vrcholku se nachází zřícenina stejnojmenného hradu.

## Charakteristika
Vrch o nadmořské výšce 582 metrů spadá geomorfologicky do celku Švihovská vrchovina, podcelku Chudenická vrchovina, okrsku Poleňská pahorkatina, podokrsku Poleňská kotlina.